# Gottlob Honold
Gottlob Honold (Langenau, 26 agosto 1876 – Stoccarda, 17 marzo 1923) è stato un ingegnere e inventore tedesco.
Fu il principale ingegnere nel laboratorio di Robert Bosch e, fu l'inventore della candela e del moderno motore a combustione interna,  e dei fanali.

## Biografia
Honold nacque il 26 agosto 1876 a Langenau, in Germania, a circa 10 miglia a nordest di Ulm. Il padre di Honold era amico del padre di Robert Bosch, e nel 1891, Honold lavorò per la prima volta nel laboratorio di Stoccarda di Bosch all'età di 14 anni. Dopo la laurea presso il ginnasio di Ulm, Honold studiò ingegneria all'università tecnica di Stoccarda. Nel 1901, Honold accettò un'offerta per diventare il direttore tecnico della società di Bosch, dove sviluppò un sistema di accensione migliorato per i motori a combustione. 
Honold morì a soli 47 anni a Stoccarda il 17 marzo 1923 causa una appendicite.

## Invenzioni

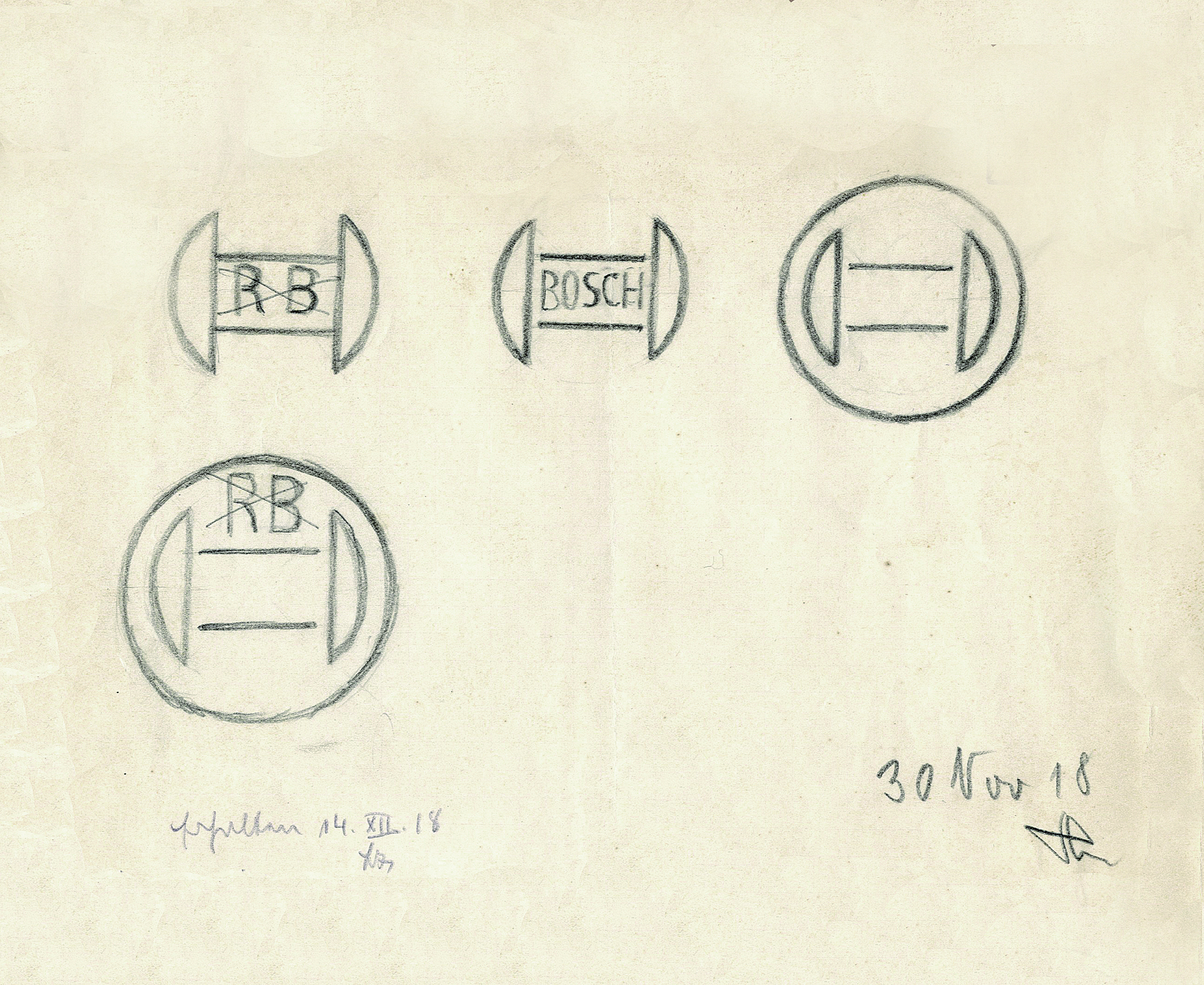
Schizzi del nuovo logo per la Bosch (1918)

Gottlob Honold dal 1901 al 1923 fu tecnico alla Bosch. Le sue innovazioni sono presenti nei sistemi di accensione a magnete, che prese il simbolo nel nuovo logo aziendale. Nel 1913 sviluppò gli specchi riflettenti nei fari, principio attualmente ancora usato nelle fanalerie classiche, che permetteva di illuminare fino a 200 metri di distanza. Venne anche sviluppato da lui il „Bosch-Horn“ noto clacson. Nel novembre 1918 Gottlob Honold brevettò il nuovo marchio con armatura a doppia T.